# Bawdeswell
Bawdeswell es un pueblo y una parroquia civil del distrito de Breckland, en el condado de Norfolk (Inglaterra).

## Demografía
Según el censo de 2001, Bawdeswell tenía 766 habitantes (374 varones y 392 mujeres). 145 de ellos (18,93%) eran menores de 16 años, 563 (73,5%) tenían entre 16 y 74, y 58 (7,57%) eran mayores de 74. La media de edad era de 40,39 años. De los 621 habitantes de 16 o más años, 306 (23,03%) estaban solteros, 372 (59,9%) casados, y 106 (17,07%) divorciados o viudos. 392 habitantes eran económicamente activos, 380 de ellos (96,94%) empleados y 12 (3,06%) desempleados. Había 9 hogares sin ocupar, 316 con residentes y 7 eran alojamientos vacacionales o segundas residencias.
| 546                         | 481 | 590 | 587 | 582 | 594 | - | - | 447 | 410 | 392 | 384 | 385 | 376 | - | 376 | 364 |
| (Fuente: Vision of Britain) |     |     |     |     |     |   |   |     |     |     |     |     |     |   |     |     |